# Mercedes-Benz L 4500
 (août 2023).
Le Mercedes-Benz L 4500 est un camion lourd à capot de la marque Mercedes-Benz, fabriqué par Daimler-Benz dans l'usine de Gaggenau de 1939 à 1944 et sous licence par Saurer à Vienne de 1944 à 1945. Le véhicule a été construit sous le nom de L 4500 S pour la version à traction arrière (de série) et sous le nom de L 4500 A pour la version à transmission intégrale.
Pendant la Seconde Guerre mondiale, la Wehrmacht a utilisé, entre autres, le L 4500 avec une cabine blindée comme support pour les canon antiaériens. En raison d'une pénurie de matériaux, les ailes incurvées ont été remplacées par des ailes plus simples à partir de 1943 et une « cabine de conduite uniforme » a été utilisée, composée en grande partie de bois et de carton pressé. Le camion a également servi de base au véhicule semi-chenillé L 4500 R "Maultier".

## Technologie

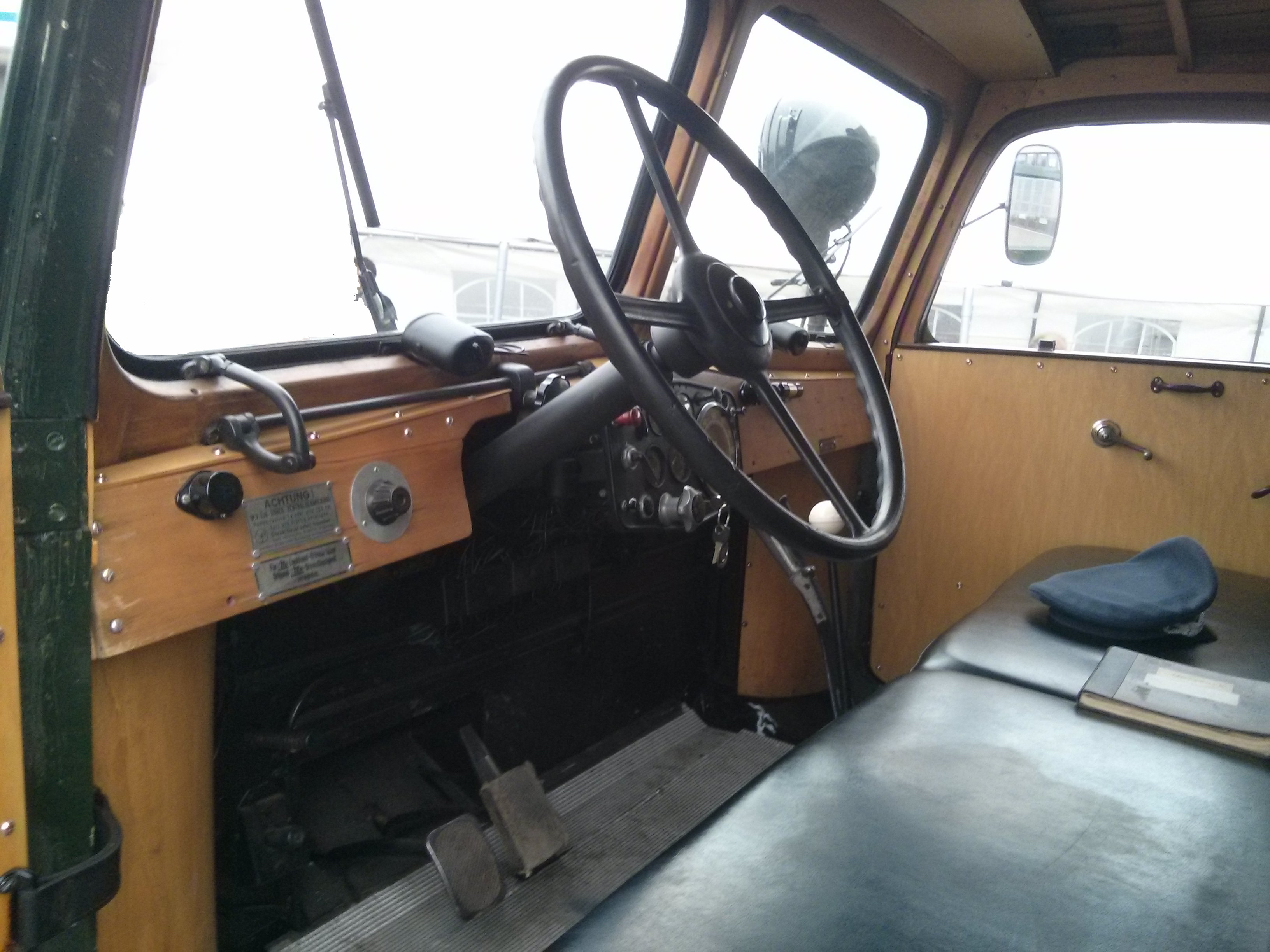
Intérieur d'un L 4500 S

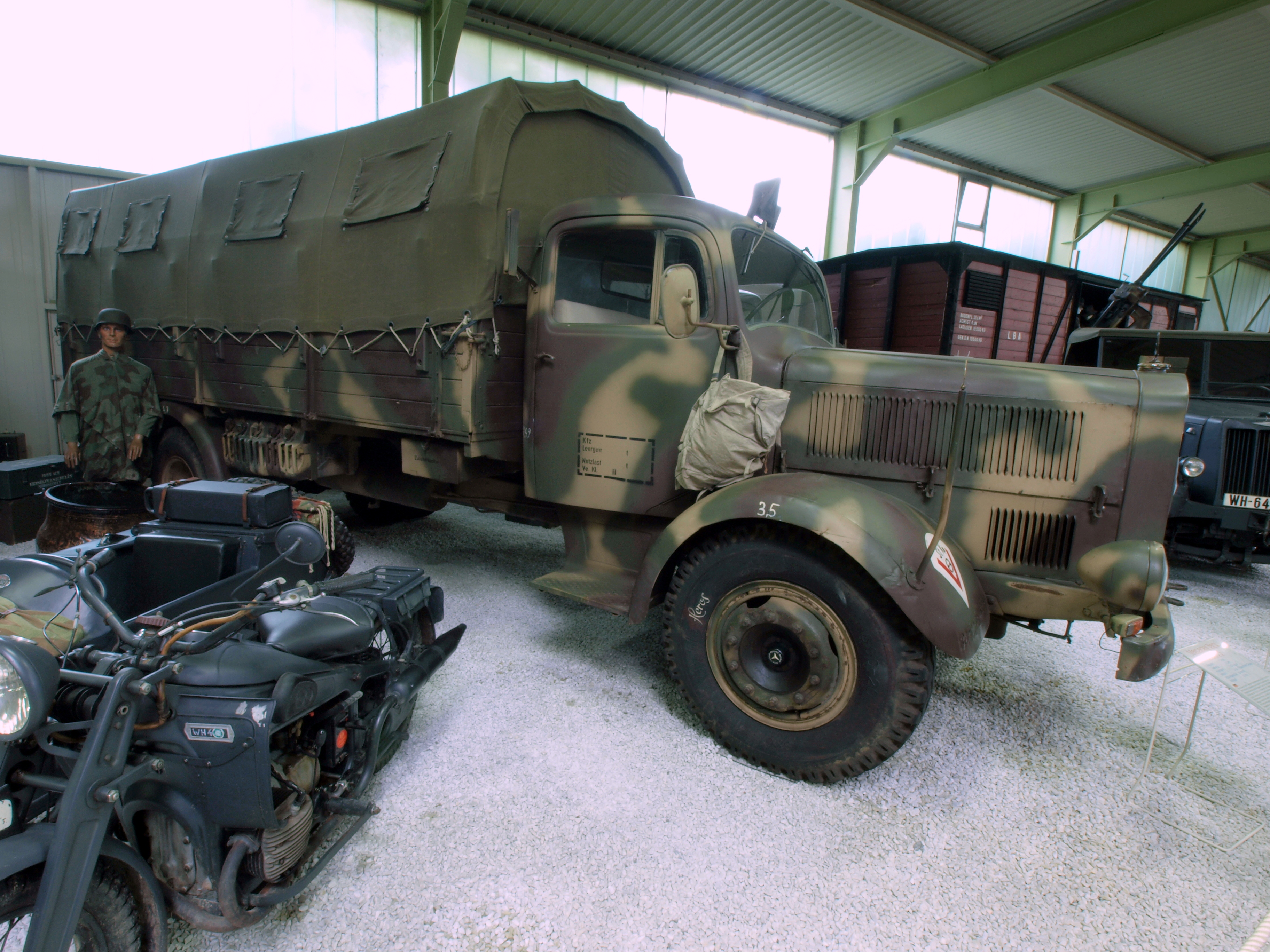
L 4500 S en version militaire

Le L 4500 est un camion avec une conception à capot, deux essieux et un châssis en échelle à profil en U. Les deux essieux rigides, à l'avant et à l'arrière, sont suspendus sur des demi-ressorts. L'essieu avant est équipé de pneus simples, tandis que l'essieu arrière est équipé de pneus jumelés. Les pneus tout-terrain gonflés à l'air sont de taille 10,5-20. Le frein hydraulique avec assistance à air comprimé (servofrein) agit sur toutes les roues, tandis que le frein de stationnement (frein à main) agit uniquement sur les roues arrière. L'usine d'engrenages de Friedrichshafen fabriquait la transmission type 721. La puissance motrice est transmise depuis le moteur via un embrayage monodisque à sec vers une boîte de vitesses manuelle à cinq rapports avec arbre intermédiaire. La puissance passe de la transmission aux roues arrière. Le modèle L 4500 A à traction intégrale dispose également d'une traction avant qui ne peut être engagée que lorsque la vitesse tout-terrain est engagée.
Le moteur est un moteur Diesel six cylindres en ligne à quatre temps, refroidi par liquide, avec commande de soupapes en tête et injection en pré-chambre. Le vilebrequin à sept roulements entraîne un arbre à cames en dessous via un engrenage droit, qui actionne une soupape d'admission en tête et une soupape d'échappement pour chaque cylindre. Une pompe à injection Bosch ou Deckel injecte le carburant diesel dans les cylindres.

## L 4500 R Maultier
Article principal : Maultier
Après l'attaque contre l'Union soviétique en juin 1941, il s'est avéré que les routes, pour la plupart non pavées, du front de l'Est devenaient souvent impraticables à cause des pluies d'automne. Le "Raspoutitsa" (en russe распу́тица, en français « saison des mauvaises routes »), qui s'est également produit au printemps, a même submergé les véhicules à transmission intégrale. En conséquence, des véhicules à transmission semi-chenillée ont été construits et ont été appelés Maultier, le Maultier le plus construit était l'Opel Blitz, mais d'autres châssis ont également servi de base aux Maultier, notamment celui du Mercedes-Benz L 4500. Le châssis du L 4500 R Maultier a été modifié; il recevait des traces du PzKpfw II. La cabine de conduite était déjà la cabine de conduite standard en bois de la Wehrmacht. En conséquence, la longueur a augmenté à 7 900 mm, la largeur à 2 360 mm et la hauteur a été réduite à 3 200 mm. Le moteur OM 67 avait une puissance inchangée de 112 ch (82 kW). La faible vitesse maximale de 36 km/h et la consommation élevée de carburant de 70 l/100 km sur route, qui double en tout-terrain, se sont révélées problématiques. Le L 4500 R Maultier a été construit de 1943 à 1944.

## Variantes (militaire)
Dans la Wehrmacht, de nombreuses carrosseries différentes étaient montées sur les L 4500 A et S. Ce qui suit est un extrait des structures éprouvées:
- Carrosserie avec plateau (4500 A et S)
- Véhicule automobile KS 25, série 1941 (construit par Magirus sur base de 4500 S)
- Pompe à réservoir TLF 25 (construit par Magirus sur base de 4500 A)
- Version blindée de 5 cm avec Flak 41 comme canon automoteur (4500 A)

## Quantités L 4500 / O 4500
| Année                | 1939 | 1940 | 1941 | 1942 | 1943 | 1944  | 1945 | total |
| -------------------- | ---- | ---- | ---- | ---- | ---- | ----- | ---- | ----- |
| L 4500               | 7    | 0    | 1959 | 2653 | 2696 | 1914* | *    | 9229  |
| O 4500               | 0    | 0    | 0    | 0    | 100  | 200   | 0    | 300   |
| L 4500 S Diesel      | *    | *    | *    | *    | *    | *     | *    | 3058  |
| L 4500 S GPL         | *    | *    | *    | *    | *    | *     | *    | 109   |
| L 4500 S Gaz de bois | *    | *    | *    | *    | *    | *     | *    | 1214  |
| L 4500 F Diesel      | *    | *    | *    | *    | *    | *     | *    | 2021  |
| L 4500 M GPL         | *    | *    | *    | *    | *    | *     | *    | 163   |
| L 4500 A Diesel      | *    | *    | *    | *    | *    | *     | *    | 2403  |
| L 4500 F/A Diesel    | *    | *    | *    | *    | *    | *     | *    | 308   |
| O 4500 Diesel        | *    | *    | *    | *    | *    | *     | *    | 160   |
| O 4500 GPL           | *    | *    | *    | *    | *    | *     | *    | 140   |

 Somme légèrement différente car sources différentes